# Einzelachsantrieb

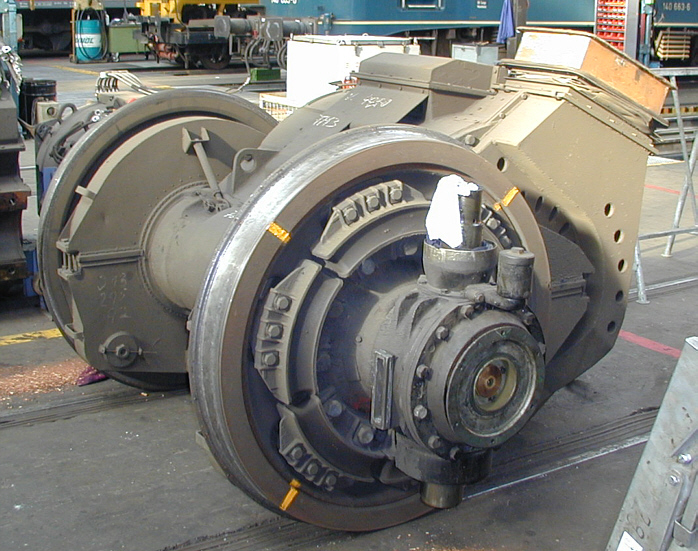
Einzelachsantrieb: Ein Radsatz von mehreren mit je eigenem Antriebsmotor (Kombination: Tatzlagerantrieb)

Ein Schienenfahrzeug mit mehreren angetriebenen Achsen (Treibradachsen) wird als Fahrzeug mit Einzelachsantrieb, Einzelantrieb oder Individualantrieb bezeichnet, wenn jede dieser Achsen mit einem eigenen, in der Regel elektrischen Fahrmotor angetrieben wird. Bei Fahrzeugen mit Drehstromantrieb wird die Bezeichnung im Gegensatz zum Gruppenantrieb nur verwendet, wenn der Antrieb der Achse unabhängig von den anderen Achsen geregelt werden kann.
Bei den frühen elektrisch angetriebenen Schienenfahrzeugen, die nur  eine angetriebene Achse hatten, erübrigte sich der Hinweis auf Einzelachsantrieb. Er wurde erst erforderlich, als der spätere Gruppenantrieb, der bei Dampflokomotiven Standard war und bei dem eine Kraftmaschine mehrere Achsen antrieb, durch den Antrieb der Treibachsen mit jeweils separatem Fahrmotor ersetzt wurde.
Einzelachsantriebe werden auch bei dieselelektrischen Triebfahrzeugen verwendet. Bei  Dampflokomotiven gab es seltene Einzelachsantriebe mittels Dampfmotoren.

## Entwicklungsgeschichte
Bei den ersten elektrisch betriebenen Fahrzeugen wurde oft nur ein Radsatz angetrieben. Um deren Zugkraft zu steigern, ging man dazu über, mehrere Radsätze gleichzeitig anzutreiben. Die Gesamt-Zugkraft ist die Summe der Einzel-Zugkräfte, die jeder Radsatz auf die Schienen übertragen kann. Anfänglich waren leistungsstärkere Lokomotiven mit Gruppenantrieb ausgerüstet: Ein Großmotor trieb mehrere Radsätze an. Als offenbar wurde, dass die Unwuchten der die Antriebskraft auf die Radsätze verteilenden Gestänge (Stangenantrieb) mit zunehmender Geschwindigkeit nicht mehr beherrschbar waren, bekamen die Treibachsen je einen eigenen Antrieb mit ausschließlich rotierenden und prinzipiell von Unwuchten frei haltbaren Teilen. Die vorher verwendeten Stangenantriebe ermöglichten die vertikalen Relativbewegungen zwischen dem Radsatz und dem im federnden Rahmen gelagerten Fahrmotors auszugleichen. Bei den ersten Bauformen von Einzelachsantrieben stützen sich diese unabgefedert auf die Radsätze ab. Diese ersten Antriebe zählten ganz oder teilweise zur unabgefederten Masse und waren deshalb hohen dynamischen Belastungen ausgesetzt. Später wurden Einzelachsantriebe mit einer vertikal nachgebender Kupplung entwickelt, wodurch die Antriebskomponenten teilweise oder vollständig gefedert eingebaut werden konnten.
Die ersten in größerer Stückzahl angewendeten Einzelantriebe waren Tatzlagerantriebe. Ein für große Leistungen und Geschwindigkeiten tauglicher Einzelachsantrieb für Elektrolokomotiven wurde um 1918 von Jakob Buchli (Buchli-Antrieb) bei der Brown Boveri & Cie (BBC) in der Schweiz entwickelt. Der Antrieb wurde 1919 erstmals bei der schweizerischen Versuchslokomotive Fb 2/5 erprobt und ab 1920 bei der Ae 3/6 I verwendet.
Die Deutsche Reichsbahn führte diesen Antrieb 1927 mit den Lokomotiven der Reihe E 16 ein. Andere Einzelachsantriebe wurden mit den fünf im Jahr 1924 bestellten Versuchslokomotiven E 15 01, E 16 101, E 21 01 und 02 sowie E 21 51 erprobt. Als Serienlokomotiven folgten die Reihen E 17, E 04 und E 18.
Eine der ersten Drehgestelllokomotiven ohne Laufachsen mit Einzelachsantrieb war die ab 1932 beschaffte E 44 der Deutschen Reichsbahn. Ein weiterer Meilenstein beim Übergang von Einrahmenlokomotiven mit zusätzlichen Laufachsen in Dampflokomotivtradition zu Drehgestelllokomotiven ohne Laufachsen war die Entwicklung der Ae 4/4 der BLS. Mit ihr war die Grundform der seitdem ausschließlich angewendeten elektrischen Hochleistungs-Lokomotiven gefunden worden.

## Betriebseigenschaften
Vorteil mehrerer Einzelantriebe ist, dass bei Ausfall eines Antriebes das Fahrzeug (vermindert) einsatzfähig bleibt. Nachteilig ist der niedrigere Wirkungsgrad der in größerer Zahl eingebauten, je für kleinere Leistung ausgelegten Motoren.
Einen Nachteil brachte der Übergang auf Drehgestelle. Wegen ihres im Vergleich zur Gesamtlänge kurzen Achsstandes führt die Gegenkraft am Drehzapfen zur an den Schienen wirkenden Antriebskraft zur Entlastung des jeweils vorauslaufenden Radsatzes im Drehgestell. Die Radaufstandskraft am vorauslaufenden Radsatz wird kleiner, am hinteren größer. Durch die Entlastung des vorauslaufenden Radsatzes schleudert dieser früher als die folgenden.
Eine schon früh angewendete Einrichtung gegen die Entlastung des führenden Radsatzes bzw. für gleichbleibenden Antrieb an beiden Achsen waren Druckluftzylinder zwischen Wagenkasten und vorderem Querträger des führenden Drehgestells zur künstlichen Achslasterhöhung. Bei aktuell gebauten Lokomotiven werden entweder der Angriffspunkt der Drehzapfen so weit wie möglich abgesenkt oder die Zugkräfte durch im Drehgestell und am Wagenkasten tiefangelenkte Zug-Druck-Stangen übertragen.
Mit der heutigen Technik wird der Einzelachsantrieb elektronisch gezielt gesteuert, sowohl beim Beschleunigen als auch beim elektromotorischen Bremsen. Dabei werden die Differenzen im Schlupf der Radsätze verglichen und die Antriebsleistung ihrer Motoren gesteuert. Damit erreichen vierachsige Lokomotiven mit einzeln gesteuerten Fahrmotoren Zugkräfte herkömmlicher sechsachsiger Lokomotiven.
Je nach Ausführung der Antriebe sind größere abnutzungsbedingte Unterschiede im Raddurchmesser zulässig als bei gekuppelten Radsätzen. Vorteilhaft ist der ohne aufwändige Hilfsmittel erzielbare zwangfreie Lauf insbesondere von Drehgestellfahrzeugen und die Laufruhe, die der von vierachsigen Reisezugwagen nahekommt.

## Ausführungsvarianten
Als wesentliches Merkmal zur Unterscheidung verschiedener Ausführungsvarianten von Einzelachsantrieben wird der Anteil der Antriebsmasse, welcher statisch auf dem Treibradsatz lastet, herangezogen. Dieser beträgt etwa:
- 100 % bei Achsmotorantrieben ohne Hohlwelle
- 50 % bei Tatzlagerantrieben
- 0 % bei Gestellmotorantrieben

Diese verschiedenen Hauptvarianten lassen sich in ihrer konkreten Ausführung weiter unterteilen:
1. Achsmotorantrieb
  1. ohne Hohlwelle (ungefederte Abstützung auf Treibradsatz)
  2. mit Hohlwelle (gefederte Abstützung im Rahmen)
2. Tatzlagerantrieb
  1. ungefederte Teilabstützung auf Treibradsatz
    1. drehstarr (starre Drehmomentstütze und Teilabstützung im Rahmen)
    2. drehelastisch (elastische Drehmomentstütze und Teilabstützung im Rahmen)

  2. gefederte Teilabstützung mit Hohlwelle auf Treibradsatz (Antrieb mit Schwebemotor, z. B. LEW-Kegelringfederantrieb, SSW-Gummiringfederantrieb)
3. Gestellmotorantrieb
  1. Gelenk- und Federantrieb (gefederte Abstützung im Rahmen)
    1. Gelenkantrieb (z. B. Buchli-Antrieb, SLM-Universalantrieb, Gelenkmechanismus mit „Tanzendem Ring“, Taschanz-Antrieb)
    2. Federantrieb (z. B. Federtopfantrieb nach Kleinow, Westinghouse- und Sécheron-Federantrieb, BBC-Federantrieb)

  2. Kardanantrieb
    1. vor Getriebe (teilgefederte Abstützung im Rahmen, z. B. Kardanantrieb der Firma Škoda, BBC-Scheibenantrieb, Sécheron-Lamellenantrieb)
    2. nach Getriebe (vollgefederte Abstützung im Rahmen, z. B.  Gummi-Gelenk-Kardankupplung der BBC)

Zu den Gestellmotorantrieben gehören sowohl die aufgezählten Einzelantriebe als auch alle Gruppenantriebe